# Бандейраш
Бандейраш (порт. Bandeiras) — район (фрегезия) в Португалии, входит в округ Азорские острова. Расположен на острове Пику. Является составной частью муниципалитета Мадалена. Население составляет 520 человек на 2001 год. Занимает площадь 25,92 км².
Покровителем района считается Дева Мария (порт. Maria).